# Байрамгулово
Байрамгу́лово — село в Аргаяшском районе Челябинской области. Административный центр Байрамгуловского сельского поселения. Согласно переписи 2020 года население составляло 1049 человек.

## География
Село расположено на берегу Аргазинского водохранилища, у плотины, в месте вытекания реки Миасс. Ближайшие населённые пункты: посёлки Миасский, Маякский и Аргази. Расстояние до районного центра Аргаяша 36 км.

## Население
| 2002 | 2010  |
| ---- | ----- |
| 1590 | ↘1373 |

По данным Всероссийской переписи, в 2010 году численность населения села составляла 1373 человека (660 мужчин и 713 женщин).

## Улицы
Уличная сеть села состоит из 21 улицы и 2 переулков.

## Религия
В селе есть мечеть.